# M65 Atomic Cannon
Cet article concerne la pièce d'artillerie. Pour la personnalité surnommée « Atomic Annie », voir Anne Lauvergeon.

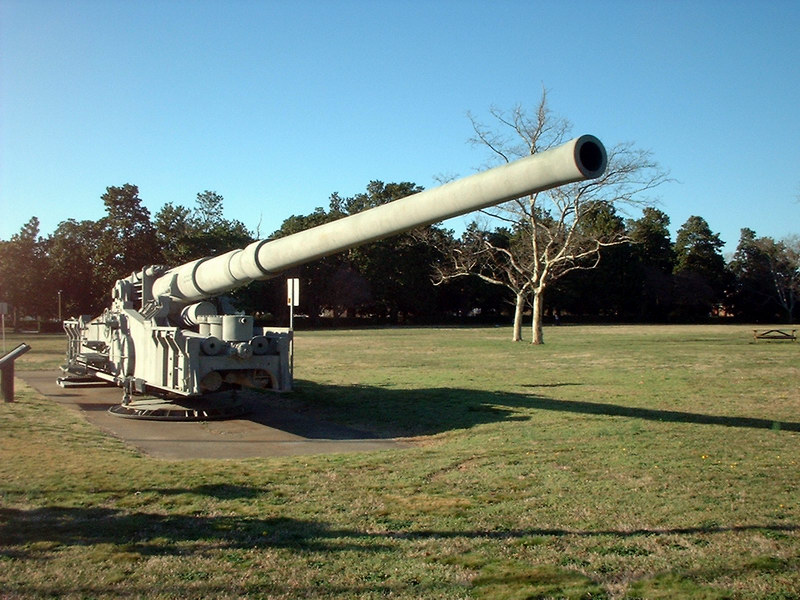
M65 Atomic Cannon.

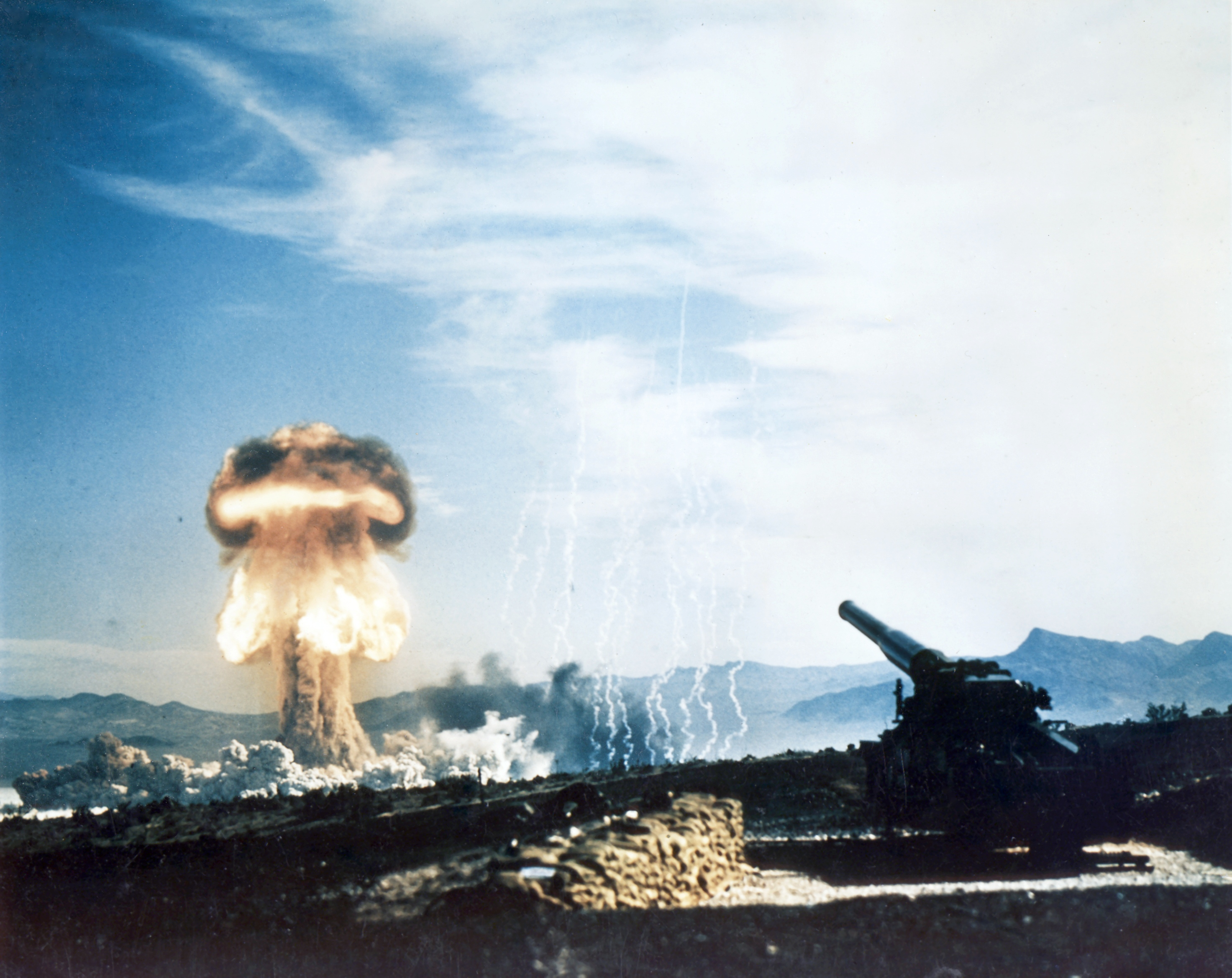
M65 Atomic Cannon. Photo prise pendant l'opération Upshot-Knothole en 1953.

Le M65 Atomic Cannon (« canon atomique M65 »), surnommé Atomic Annie, est une pièce d'artillerie tractée capable de tirer un obus atomique type W9 ou W19.

## Caractéristiques

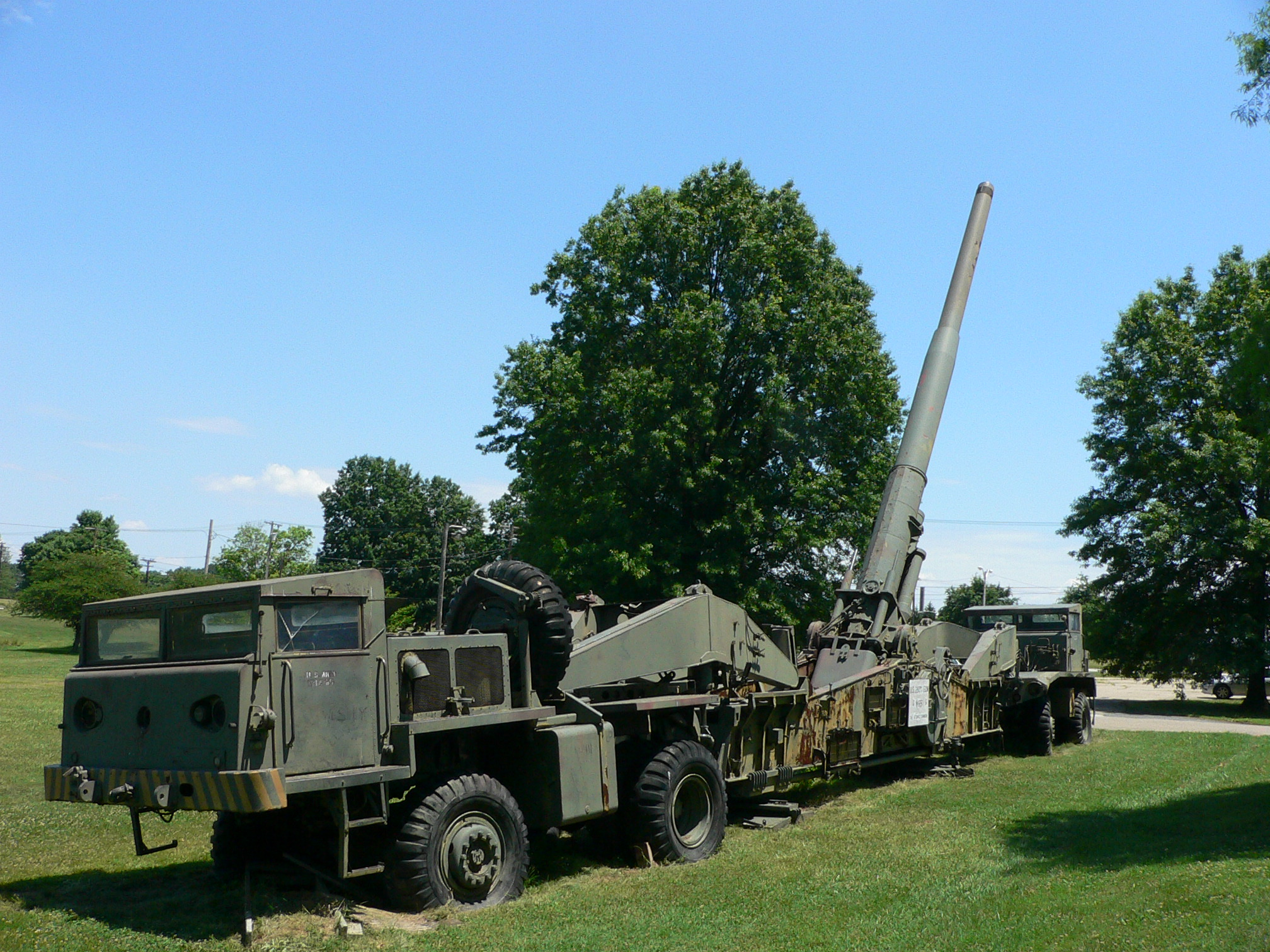
Un M65 accouplé a deux tracteurs d'artilleries lourds T10 dans un musée en 2007.

Construit pour les Forces armées des États-Unis, il a été développé par le Picatinny Arsenal (en) du New Jersey à la suite d'une demande de 1949 pour une artillerie pouvant tirer des armes nucléaires tactiques, dans le contexte de la guerre froide, sur le concept du 28-cm-Kanone 5 (E) allemand.
Son calibre est de 280 mm et sa masse est de 85 tonnes en position de transport avec les deux tracteurs d'artillerie lourde T10 nécessaire à son déplacement et de 50 tonnes en position de tir. La pièce fait plus de 21 mètres de long, il s'agit de la plus grande artillerie mobile jamais construite.
Il peut tirer un obus de 364 kg à environ 30 km.

## Historique

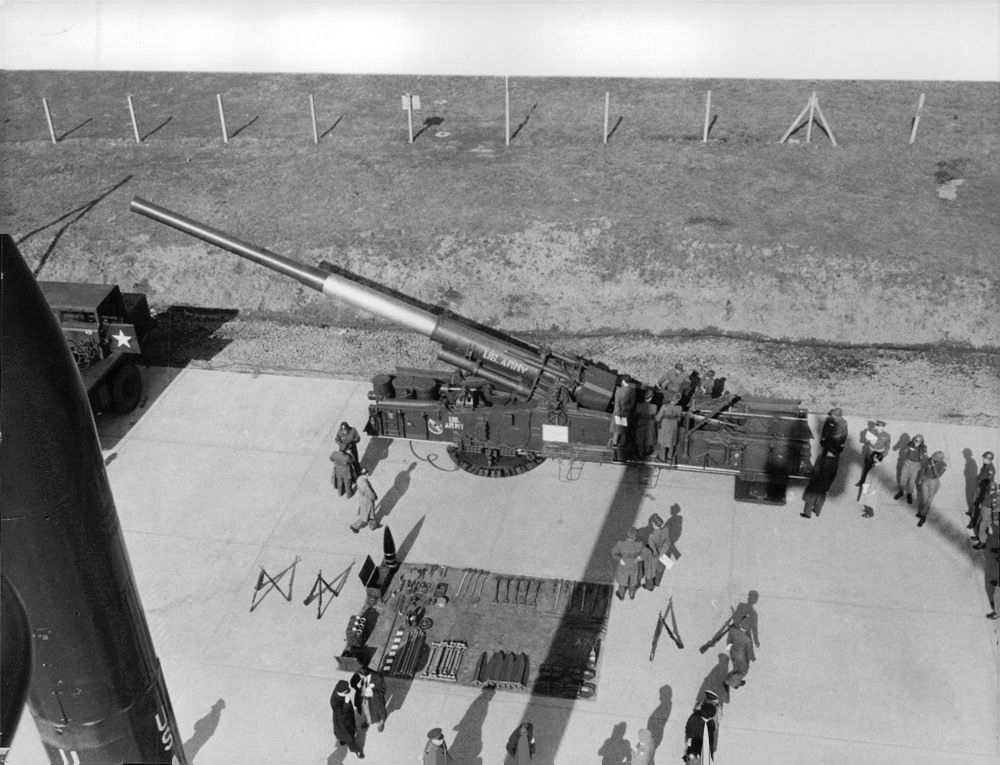
Canon atomique M65 de l'armée américaine.

Il a été le seul canon conventionnel à tirer un obus nucléaire pour un test réel le 25 mai 1953 (le Davy Crockett testé en 1962 étant un lance-roquettes).
Vingt exemplaires construits par le Watervliet Arsenal (en), de l’État de New York et le Watertown Arsenal du Massachusetts à un coût de 800 000 dollars américains l'unité (
7644776 dollars actuels) sont entrés en service entre 1953 et 1963. Douze étaient déployés dans deux bataillons en Allemagne de l’Ouest ainsi que deux autres en maintenance servant de réserve, les six autres étaient dans deux autres bataillons aux États-Unis ou en Corée du Sud, où un déploiement est annoncé publiquement en 1958.